# Zdzisław Michalski (żeglarz)
Zdzisław Michalski (ur. 22 czerwca 1929 w Warszawie, zm. 15 lutego 1986 w Szczecinie) – polski żeglarz, jachtowy kapitan żeglugi wielkiej, publicysta.

## Historia
Urodził się w Warszawie i w jej okolicach przeżył wojnę. Zaraz po jej zakończeniu, wraz z całą rodziną przeprowadził się do Szczecina. Absolwent II Liceum Ogólnokształcącego w Szczecinie. Jako uczeń liceum zaczął żeglować: pierwszy rejs morski odbył w 1947 roku na jachcie „Orlik”, następny na „Generale Zaruskim”. Kolejno uzyskiwał coraz wyższe stopnie żeglarskie.
Z powodu wady wzroku nie mógł podjąć nauki w Państwowej Szkole Morskiej w Szczecinie. Rozpoczął studia na Wydziale Mechanicznym Wyższej Szkoły Inżynierskiej w Szczecinie. Studia przerwało aresztowanie w 1953 roku z powodów politycznych. Został postawiony przed Sądem Pomorskiego Okręgu Wojskowego w Bydgoszczy i skazany na karę dwunastu lat więzienia z utratą praw publicznych i obywatelskich oraz konfiskatą mienia za działalność antykomunistyczną. W więzieniu przebywał od 21 lutego 1953 roku do 21 marca 1955 roku. W trakcie odbywania kary więzienia, 20 lipca 1953 roku zawarł małżeństwo z Marią Towiańską, później szczecińską publicystką, autorką felietonów i opowiadań. Zwolniony po dwóch latach w ramach amnestii związanej z odwilżą polityczną. Studiów nie dokończył. Z żoną miał córkę.
W latach 1956–1966 pracował w Stoczni Jachtowej w Szczecinie, w Przedsiębiorstwie Połowów Dalekomorskich i Usług Rybackich „Gryf” oraz w Polskim Rejestrze Statków w Szczecinie. W 1965 roku uzyskał patent jachtowego kapitana morskiego (przeklasyfikowany później na jachtowego kapitana żeglugi wielkiej). 
W 1966 roku objął nadzór nad remontem kapitalnym szkunera Polskiego Związku Żeglarskiego Zew Morza, a po remoncie został zatrudniony w PZŻ jako etatowy kapitan tego jachtu. Funkcję tę pełnił przez 12 lat. Przez kilka pierwszych lat dowodził Zewem Morza w rejsach szkoleniowych na Morzu Bałtyckim; żaglowiec miał stałą załogę trzyosobową (kapitan, bosman i mechanik), ponadto zabierał na pokład 27 żeglarzy.

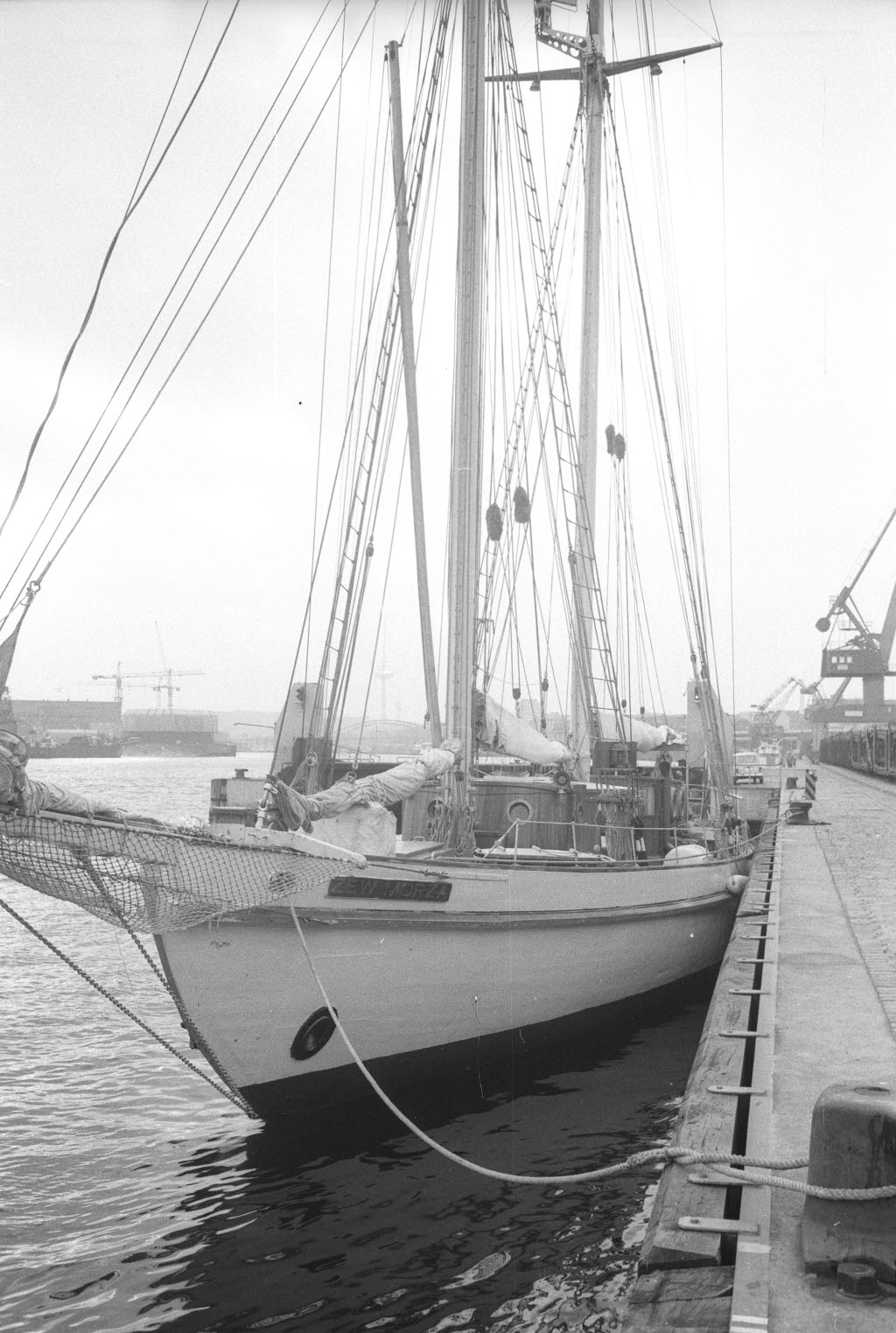
Jacht Zew Morza, którego kapitanem był Zdzisław Michalski

W latach 1973–1974 poprowadził Zew Morza w trwający 388 dni rejs dookoła świata, zorganizowany dla pracowników Stoczni Szczecińskiej. Inicjatorem wyprawy był Mieczysław Dopierała, jeden z liderów strajku w grudniu 1970, który w czasie rejsu był I oficerem. Jacht rozpoczął rejs z dwunastoma żeglarzami na pokładzie, z których tylko dziewięciu (mniej niż jedna trzecia normalnej załogi) ukończyło rejs; dwaj zmustrowali już na początku rejsu, trzeci w Australii, w połowie trasy. „Zew Morza” przebył ponad 34 tysiące mil morskich (trasą przez Atlantyk, Kanał Panamski, Pacyfik, Nową Zelandię, Australię i wokół Afryki Południowej) i odwiedził 32 porty. Zdzisław Michalski napisał dwie książki opisujące rejs – Miniaturę Morską „Zewem Morza” dookoła świata oraz obszerniejszą książkę Oceany i pasaty. Za ten rejs otrzymał II nagrodę Polskiego Związku Żeglarskiego „Rejs Roku” w edycji 1974.
W 1976 r. poprowadził „Zew Morza” w rejsie transatlantyckim do Nowego Jorku, gdzie odbywał się zlot żaglowców Operation Sail (Operacja Żagiel, obecnie organizowany pod nazwą Tall Ships Races). Za rejs, w trakcie którego „Zew Morza” zajął drugie miejsce na jednym z etapów regat, Zdzisław Michalski otrzymał wyróżnienie PZŻ w edycji nagród „Rejs roku” 1976.
W 1978 r. Zdzisław Michalski zaskoczony został decyzją władz PZŻ, które nagle odebrały mu dowództwo Zewu Morza, oddając je Krzysztofowi Baranowskiemu i przekazując jacht do dyspozycji Bractwu Żelaznej Szekli na kolejną Operację Żagiel. Dotknięty tym kapitan, który czuł wielką więź z żaglowcem (mawiał, że nawet inicjały – „ZM” – mają takie same) po odrzuceniu jego odwołania zrezygnował z pracy w PZŻ. Znalazł zajęcie za granicą, dowodząc jako kontraktowy kapitan prywatnymi żaglowcami. Tymczasem Krzysztof Baranowski po jednym sezonie żeglarskim zrezygnował z dowodzenia Zewem Morza, a potem szkuner padł ofiarą wielu zaniedbań technicznych i 12 grudnia 1981 r. zatonął na Morzu Śródziemnym. Dla kapitana Michalskiego było to osobistą tragedią, zwłaszcza gdy Izba Morska stwierdziła liczne uchybienia PZŻ i Centralnego Ośrodka Żeglarskiego w Trzebieży (oficjalnym portem macierzystym żaglowca była Gdynia, ale faktycznie bazował on w Trzebieży) dotyczące stanu jachtu (zwłaszcza zabalastowania) oraz powierzenia dowództwa kapitanowi nieposiadającemu odpowiedniego stażu żeglarskiego na dużych jednostkach. Kapitan ów też popełnił uchybienia i Izba orzekła wobec niego sankcje. 
Zdzisław Michalski planował napisać monografię o Zewie Morza, ale nie zdążył tego zrealizować, gdyż 15 lutego 1986 r. zmarł nagle w swoim mieszkaniu, w wieku 56 lat. Pochowany został na Cmentarzu Centralnym w Szczecinie.
Imię Zdzisława Michalskiego nadano w 2015 r. marinie w Kamieniu Pomorskim; odsłonięcia pamiątkowego dzwonu dokonały wdowa po kapitanie, Maria Towiańska-Michalska (zm. w 2021 r.) i jego córka Lidia Epp.